# Arthur Dillon
Arthur Dillon (3 de septiembre de 1750-13 de abril de 1794) fue un aristócrata que sirvió en el ejército francés, participando con el Antiguo Régimen en las guerras revolucionarias de América y Francia.

## Biografía
Nacido en Bray Wick, en Berkshire, Inglaterra, Dillon fue hijo de Lady Charlotte Lee y Henry Dillon, XI vizconde Dillon de Costello-Gallen, y primo de Théobald Dillon. Su abuelo fue el general Arthur Dillon, mientras que su nieto, del mismo nombre, fue oficial del ejército.
A los dieciocho años, Dillon contrajo matrimonio con su prima segunda Therese-Lucy de Rothe (1751-7 de septiembre de 1782). El matrimonio tuvo dos hijos: George (quien murió a los dos años de edad) y Henriette-Lucy, marquesa de La Tour du Pin Gouvernet por matrimonio, quien relató en sus memorias el período revolucionario y la era napoleónica. A la muerte de su tío, Edouard, Dillon heredó el puesto de coronel del regimiento propiedad de la familia Dillon.
En 1778, Dillon viajó con su regimiento al Caribe para llevar a cabo una campaña contra Gran Bretaña. Sirvió, entre otros, en Grenada, Savannah y Georgia (donde fue promovido a brigadier). A raíz del Tratado de París, se convirtió en gobernador de Tobago. Tras la muerte de su esposa, Dillon contrajo matrimonio con una rica viuda criolla, Laure de Girardin de Montgérald, condesa de la Touche, con quien tuvo seis hijos. Regresó a París para representar a Martinica en los Estados Generales de 1789 como demócrata y reformista monárquico. Dillon asumió deberes militares en una época difícil para los oficiales nobles del antiguo ejército. El 29 de abril de 1792, su primo Théobald Dillon fue linchado por sus propias tropas tras una escaramuza. 
Tras la batalla de Valmy, Charles Dumouriez regresó a la frontera belga con la mayor parte de su ejército y destacó a Dillon con 16.000 tropas para formar el ejército de Ardennes alrededor del 1 de octubre de 1792. Dillon fue convocado a París dos semanas después para un interrogatorio, siendo arrestado el 1 de julio de 1793, a pesar de haber sido defendido por su ayuda de campo François Séverin Marceau-Desgraviers.
Fue condenado a muerte por su supuesta implicación en una conspiración en la cárcel y ejecutado en la guillotina el 13 de abril de 1794. Mientras subía las escaleras del cadalso, Dillon gritó: "¡viva el rey!" (vive le roi!).